# La salamandra
La salamandra (en francés, La Salamandre) es una película dramática suiza de 1971 dirigida por Alain Tanner. Es la segunda película de Tanner. La actriz francesa Bulle Ogier fue nominada a Mejor Actriz en los Premios de la Sociedad Nacional de Críticos de Cine de 1972 por su actuación.

## Argumento
Pierre, un periodista de Ginebra, recibe el encargo de la televisión suiza de escribir un guion sobre la siguiente historia: Una joven llamada Rosemonde es acusada de haberle disparado a su tío con quien vive. Ella, a su vez, lo niega y explica que fue un accidente. El tío se pegó un tiro mientras limpiaba el arma. El caso contra Rosemonde se abandona por falta de pruebas.
Para preparar su guion, Pierre procede de manera documental y comienza a grabar declaraciones de las personas involucradas para reconstruir el caso. Sin embargo, pronto necesita el apoyo de su amigo escritor Paul, quien, a diferencia de Pierre, trabaja con la mente e intenta descubrir el misterio de Rosemonde a través de su imaginación artística. Cuando los dos amigos conocen a Rosemonde, se encuentran con un outsider rebelde, símbolo del espíritu libre y de la emancipación del movimiento del 68 . La joven pronto lleva a los dos hombres a cuestionar la Suiza capitalista y tecnocrática de la década de 1970 con una nueva perspectiva.

## Recepción crítica
Película de varias capas que trata el problema de la búsqueda de identidad y la relación del artista con la realidad; poético, humorístico e inteligente. - Vale la pena ver
Lexikon des internationalen Films

## Rodaje
El rodaje tuvo lugar en el invierno de 1970/1971 en Ginebra y Le Cerneux-Péquignot.